# 처키 (TV 시리즈)
《처키》(영어: Chucky)는 미국의 코미디 공포 텔레비전 시리즈이다. 2021년 10월 22일 Syfy와 USA 네트워크에서 처음 방송되었다.
2024년 9월 시리즈가 시즌 3을 끝으로 취소되었다는 사실이 알려졌다.

## 출연진
메인
- 재커리 아서 - 제이크 휠러 역
- 비요그빈 아너슨 - 데번 에번스 역
- 얼리비아 앨린 린드 - 렉시 크로스 역
- 테오 브리오네스 - 주니어 휠러 역(시즌 1)
- 브래드 도리프 - 처키 / 찰스 리 레이 역
- 데번 사와
  - 루커스 휠러 역(게스트 시즌 1, 3)
  - 로건 휠러 역(리커링 시즌 1)
  - 브라이스 신부 역(리커링 시즌 2)
  - 제임스 콜린스 대통령 역(메인 시즌 3)
  - 랜들 젱킨스 역(메인 시즌 3)